# Dead Space
Dead Space — відеогра у жанрі виживання серед жаху-дії від третьої особи, розроблена EA Redwood Shores для PlayStation 3, Xbox 360 та Microsoft Windows і випущена у жовтні 2008.
Сюжет розгортається на борту міжзоряного гірничо-видобувного корабля «Ішимура», куди прибуває група рятувальників після отримання сигналу лиха. Протагоніст гри, технік Айзек Кларк, зі своїми товаришами виявляє, що корабель заражений інфекцією некроморфів, що реанімують мертву органіку, породжуючи чудовиськ. Айзеку належить врятувати вцілілих та з'ясувати джерело зараження.
Dead Space заснувала однойменну медіафраншизу, в якій вийшли продовження Dead Space 2 і Dead Space 3, а також побічні ігри, анімаційний фільм і друкована продукція. Римейк, розроблений Motive Studio, було випущено у січні 2023 року.

## Ігровий процес

Айзек бореться з некроморфами

Гравець керує інженером Айзеком Кларком, одягненим у робітничий костюм RIG та забезпеченим різними модулями і знаряддями, що слугують йому за зброю. Більшість елементів інтерфейсу в грі зображено як голограми, проектовані костюмом чи пристроями, з якими він взаємодіє. Тому гравець більшість часу не має точного уявлення про навколишню місцевість, боєзапас чи оснащення. Проте на спині костюма завжди видно індикатор здоров'я. Збереження прогресу відбувається на спеціальних станціях збереження.
Айзек може ходити, бігати, користуватися зброєю і спорядженням, яке дає спеціальні можливості. Часом потрібне використання стазисних батарей, за допомогою яких можна сповільнювати час в невеликій зоні. Також Айзек може левітувати об'єкти з допомогою кінетичного модуля. Оскільки події гри в більшості відбуваються на борту космічного корабля, гравець час від часу зустрічається з такими умовами як вакуум та невагомість. В невагомості, за допомогою магнітних черевиків, Айзек може ходити і бігати як по підлозі, так і по стелі зі стінами та перестрибувати з однієї поверхні на іншу. В вакуумі на спині з'являється індикатор кисню. Коли він вичерпується, Айзек помре від задухи. Запас кисню автоматично поповнюється в приміщеннях з повітрям. Також можна дозаправлятися від спеціальних пристроїв або взяти з собою запасний балон. Подекуди розкидані аудіозаписи та текстові звіти, що допомагають глибше дізнатися сюжет.
Основними ворогами виступають некроморфи — іншопланетна форма життя, яка використовує органіку, в тому числі людські тіла, як матеріал для створення різних форм чудовиськ. Перетворені некроморфами тіла не мають життєво важливих центрів, будучи по суті колонією бактерій на мертвому тілі, тому найефективніший спосіб боротьби з ними — розчленування. Фактично вороги залишаються знерухомленими, але не знищеними. Боротися з ними Айзек може як за допомогою зброї так і в рукопашну. Удар рукою не завдає серйозної шкоди, але відкидає ворогів. Якщо некроморф повзе по підлозі, його можна розтоптати. Щоб скинути некроморфа, який накинувся на Айзека, слід вчасно натискати відповідну клавішу. Деякі особливо небезпечні некроморфи мають жовті нарости, знищення котрих швидко нейтралізує істоту, або позбавляє кінцівок.
Спочатку Айзек озброєний плазмовим різаком, згодом стають доступні: лазерна гвинтівка, імпульсна гвинтівка, вогнемет, силовий пістолет, труборіз і силовий різак. У кожної зброї є альтернативний режим стрільби. Броня буває п'яти рівнів, плюс шоста призова, що відкривається при повторному проходженні гри. Що вищий рівень, то більше захисту броня надає і більший її рюкзак, куди складаються різні предмети. Аптечки бувають трьох видів — мала, середня і велика. Мала відновлює одну поділку здоров'я, середня — дві, велика — всі. Кисневі балони відновлюють запаси повітря і бувають трьох видів — малі, середні і великі. Місцями трапляються верстаки, на яких Айзек вдосконалює зброю і спорядження. Шляхом вкладання силових блоків до гнізд ланцюжків живлення збільшуються різні параметри зброї, костюма і модулів. При цьому багато ланцюжків мають проміжні гнізда, що не дають жодного ефекту, але відкривають доступ до наступних гнізд.
Набої, аптечки та витратні матеріали (стазисні батареї, повітряні балони, силові блоки тощо) можна не тільки знаходити, але й купувати в автоматичних магазинах за зібрані кошти (крéдити). Електронні картки з коштами, як і інші корисні предмети, розкидані по рівнях, заховані в шафках, ящиках і час від часу випадають з ворогів. Альтернативний спосіб отримати кошти — продавати непотрібні предмети. Є особливі предмети — мікросхеми, які слугують виключно для продажу.
Пройшовши гру вперше, гравець винагороджується костюмом 6-го рівня, 50 тис. кредитів, 10-ма силовими блоками, та відкриває новий рівень складності.

## Сюжет
У майбутньому на Землі виснажилися запаси корисних копалин, і людство перенесло їх видобуток на інші планети. Цим займається корпорація Concordance Extraction Corporation (C.E.C.), яка для цієї мети спроектувала і побудувала спеціальні космічні кораблі, «планетарні різники», які є величезними автономними гірничо-видобувними заводами і здатні видобувати з надр інших планет різноманітні природні ресурси у величезних обсягах. Крім цього, великий розмах отримала нова релігія, Юнітологія, члени якої вірять в переродження після смерті шляхом шанування — так званих Обелісків — артефактів іншопланетного походження, один з яких було знайдено на Землі.
Дія гри відбувається в 2508 році, коли від одного з кораблів, USG «Ішимура», що видобував корисні копалини з планети Егіда-7, надходить сигнал лиха. C.E.C. висилає туди шаттл USG «Келліон» для з'ясування обставин. При спробі стикування шаттл зазнає аварії, і вся його команда опиняється на «Ішимурі». На судні видно сліди різанини та боїв, стіни розписано загадковими написами та ієрогліфами, але лишається таємницею що там сталося. Айзека посилають полагодити низку систем шаттла, в ході чого він стикається з агресивними створіннями, що нагадують ожилі людські трупи. Внаслідок нападу гинуть два члена команди, врятуватися вдається тільки трьом: старшому офіцеру Заку Геммонду, техніку Айзеку Кларку і фахівцю з комп'ютерних систем Кендрі Деніелс. Коли Айзек намагається полагодити шаттл, він вибухає через напад некроморфа. Вцілілі члени команди приймають рішення відновити працездатність систем «Ішимури», і паралельно з'ясувати яке лихо спіткало корабель.
Для відновлення роботи корабля необхідно добути дані з костюма капітана. Геммонд фіксує його сигнал у морзі медичного відсіку. Щоб дістатися туди, Айзеку спершу доводиться знайти терміт і запал для зруйнування барикади. Завадою в цьому стають нові види некроморфів, створені з дітей, яких вирощували на кораблі задля органів. Під час його подорожі Гаммонд з'ясовує що некроморфи — це іншопланетна форма життя, і що вона якимось чином пов'язана з загадковим Обеліском, знайденим раніше на Егіді-7 тамтешніми колоністами і доставленим на «Ішимуру». Айзек може знайти записи, в яких показано бунт екіпажу проти капітана-юнітолога, що планував доставити Обеліск своїй церкві.
Коли вдається отримати доступ до систем корабля, з'ясовується, що скоро «Ішимура» впаде на планету, тож необхідно полагодити подачу палива до двигунів і гравітаційну центрифугу. Виконавши завдання, попри напади чудовиськ, Айзек дізнається про нову проблему — піднятий кораблем фрагмент планети утворив небезпечні осколки. Аби усунути їх, Айзека посилають запустити корабельну зброю. Після цього істота Левіафан у відсіку гідропоніки починає отруювати повітря, технік розшукує токсин, здатний її убити, та зустрічає збожеволілого лікаря Келлуса Мерсера. Лікар вважає некроморфів вищими істотами, на яких повинно перетворитися людство, і планує привезти їх на Землю. Тікаючи він випущеного ним чудовиська Мисливця, Айзек добуває компоненти отрути. Йому вдається вбити величезну потвору, котра отруює повітря, після чого Кендра повідомляє, що знайшла аварійний маяк. Із Кларком час від часу починає зв'язуватися його дівчина, Ніколь Бреннан, яка на «Ішимурі» була старшим медичним офіцером (саме задля її порятунку Айзек і зголосився добровільно взяти участь у цій місії), а Деніелс бачить свого померлого брата. Ніколь повторює слова «Воз'єднай нас знову» (Make us whole again). Подекуди Айзек зустрічає збожеволілих членів екіпажу, котрі гинуть, або вчиняють самогубства. Крім того йому трапляються місця поклонінь юнітологів, де вони масово накладали на себе руки. Серед їхніх атрибутів зустрічаються малюнки та фігурки Обеліска.
Айзек знаходить маяк і запускає його на невеликому астероїді в космос. Після цього Кендра доручає йому полагодити антену, аби отримати відповідь. Чудовисько Слимак на обшивці «Ішимури» починає руйнувати броню, тож технік вручну застрелює його з протиметеоритної гармати. Згодом на сигнал відгукується військовий корабель «Вейлор», але він приймає на борт капсулу з некроморфом, який заражає весь його екіпаж. Вийшовши з-під контролю, «Вейлор» врізається в «Ішимуру». Вцілілі вирішують використати деталі, зняті з «Вейлора», аби відремонтувати один з човників «Ішимури», і на ньому забратися геть з лиховісного корабля. Проте під час цієї операції гине від лап некроморфа Геммонд, а з Кларком зв'язується останній з членів екіпажу «Ішимури», доктор Терренс Кейн, який пояснює, що для припинення поширення зараження необхідно повернути Обеліск, що знаходиться на «Ішимурі», на Егіду-7. Кларк і Деніелс погоджуються на цей план. Келлус убиває декількох вцілілих, після чого дозволяє перетворити себе на некроморфа. Мисливець наздоганяє Айзека, але той спалює істоту полум'ям двигунів шаттла.
Після того, як Кларк поміщає Обеліск на човник, Деніелс застрелює Кейна, пояснюючи, що справжнім її завданням було захопити Обеліск і доставити його уряду. Вона коротко розповідає, що Обеліск був збудований колоністами за зразком оригінального Обеліска, відшуканого на Землі. Після цього Деніелс сідає в шаттл і тікає. Відразу ж після цього до Кларка виходить Ніколь і повертає човник назад тяговим променем, утім, Деніелс тікає в рятувальній капсулі на Егіду-7. Кларк разом з Ніколь сідають у шаттл і повертають Обеліск на планету. Айзек транспортує артефакт до місця, де він був знайдений, Обеліск засвічується і, як здається, знищує некроморфів, та при цьому фрагмент планети, піднятий в космос «Ішимурою», втрачає підтримку й починає падати на планету. Ніколь по радіо дякує Айзеку зі словами «Тепер ми воз'єднані». Прибуває Деніелс і пояснює, що Ніколь є плодом уяви Кларка, виниклим під впливом Обеліска. Артефакт манупулював ним, аби повернутися до величезного некроморфа Розуму Рою, котрий знаходиться на базі Егіди-7. На підтвердження своїх слів Деніелс показує запис, де видно, що Ніколь вчинила самогубство задовго до прибуття Айзека та інших на борт «Ішимури», не бажаючи стати жертвою некроморфів. Деніелс знову намагається забрати Обеліск, але поблизу човника на неї і Кларка нападає Розум Рою, який вбиває її щупальцем і намагається вбити Кларка. Айзек ранить істоту, змушуючи її відступити, але фрагмент планети вже майже досягнув поверхні. Йому вдається покинути Егіду-7 за секунди до того як падіння знищує Розум Рою та Обеліск.
Відлетівши, Кларк намагається знову переглянути останнє послання від Ніколь, але вимикає його. Несподівано він відчуває чиюсь присутність, озирається і бачить видіння, де на нього з криком накидається знівечена Ніколь.

## Оцінки й відгуки
| Видання                    | Оцінка  |
| -------------------------- | ------- |
| 1Up.com                    | B+      |
| Computer and Video Games   | 9.1/10  |
| Eurogamer                  | 10/10   |
| Game Informer              | 9.25/10 |
| GamePro                    | 5/5     |
| GameSpot                   | 9.0/10  |
| GameTrailers               | 8.8/10  |
| IGN                        | 8.7/10  |
| PC Gamer (Велика Британія) | 86 %    |
| PC Gamer (США)             | 81 %    |
| X-Play                     | 4/5     |

| Видання     | Оцінка |
| ----------- | ------ |
| Домашний ПК | 5/5    |

Dead Space отримала позитивний критичний і комерційний прийом. Xbox World 360 дала версії для Xbox 360 оцінку в 91 бал зі 100, відзначивши, що гра вийшла «напруженим досвідом», з «гідним фільму» сценарієм і атмосферним сетингом, який нагадує Bioshock у космосі. PlayStation World оцінили гру в 9/10 і дали нагороду PSW gold award, повідомивши, що Dead Space є «наймоторошнішою грою в світі». IGN дали 8.7/10, назвавши гру «візуально вражаючою, все від голограм до некроморфів є неймовірним».
1UP.com поставили оцінку B+, сказавши, що Dead Space «неймовірно пропрацьована», але дещо повторювана, і розкритикувати деякі елементи геймплею, які знижують атмосферу страху, такі як система точок збереження.
Від журналу Домашний ПК гра отримала оцінку 5/5 і відзнаку «Вибір редакції».

## Супутня продукція
- «Dead Space: Падіння» — анімаційний фільм 2008 року, створений Film Roman і Electronic Arts. Поширювався на компакт-дисках і транслювався на телеканалі Syfy. Слугує приквелом до гри, описуючи як церква Юнітології відправила «Ішимуру» до Егіди-7 з метою забрати Обеліск, створений тамтешніми колоністами за зразком Обеліска з Землі[21].
- Dead Space: Extraction — відеогра 2009 року, рейковий шутер, розроблений Visceral Games і виданий Electronic Arts для Wii та PlayStation 3. Сюжет описує пригоди низки людей, що знайшли на Егіді-7 Обеліск і стикнулися з наслідками його впливу[22].

- «Dead Space: Наслідки» — анімаційний фільм 2011 року, створений Starz Media, Film Roman, Pumpkin Studio і Electronic Arts. Поширювався на компакт-дисках. Сюжет розгортається за якийсь час після подій гри, коли пошуковий корабель забирає з Егіди-7 членів корабля «О'Беннон», посланих на планету знайти фрагменти Обеліска. З їхніх розповідей складається історія, що поєднує Dead Space із Dead Space 2[23].

## Цікаві факти
- Ім'я головного героя Айзек Кларк це комбінація двох відомих авторів наукової фантастики: Айзека Азімова та Артура Кларка.
- Якщо відкрити назви всіх рівнів і поєднати перші літери, то вийде фраза «Nicole is Dead», яка в перекладі означає «Ніколь мертва». Наприкінці кожної глави, назва якої завершує слово, відбувається битва з босом: Левіафаном, Слимаком і Розумом Рою. Крім того, коли скласти назви глав, у яких гинуть персонажі, отримається «Dead» — «Мертві». Гаммонд гине в главі «Dead on Arrival», Мерсер в «End of Days», Кейн в «Alternate Solutions», а Кендра в «Dead Space».
- Головна музична тема гри, колискова «Twinkle, twinkle, little star» — перший в історії людства музичний твір записаний на носій.
- В третій та шостій главах можна знайти «абетку», за допомогою якої вдасться розшифрувати ієрогліфи, які зустрічаються у грі. З них складаються слова «Червоний Обеліск зробили люди», «Не вір нікому» та «Є лише один Пенг». «Пенг» — це рідкісний трофей у вигляді фігурки жінки, який можна знайти в 11-й главі, котрий можна продати за 30 тис. кредитів. На борту «Ішимури» зустрічаються рекламні плакати «Пенга», з яких можна зрозуміти, що це популярний сервіс або бренд.